# Félix Bracquemond
Félix Henri Bracquemond (22 de maio de 1833 – 29 de outubro de 1914) foi um pintor, gravador e ceramista francês, conhecido por seu papel fundamental no renascimento da gravura como forma de arte, incentivando artistas renomados como Édouard Manet, Edgar Degas e Camille Pissarro a adotarem essa técnica. Além disso, Bracquemond destacou-se por seu trabalho inovador no design de cerâmicas, marcando o início do movimento conhecido como Japonismo na França, que influenciou profundamente as artes decorativas do século XIX.
Ele foi marido da pintora impressionista Marie Bracquemond, cuja carreira artística foi, segundo relatos de seu filho Pierre, afetada pela crítica e ciúmes de Félix, levando-a a abandonar a pintura.

## Biografia

### Primeiros anos
Félix Bracquemond nasceu em Paris, onde iniciou sua formação artística como litógrafo comercial, uma profissão que aprendera ainda jovem. Sua trajetória mudou quando Joseph Guichard, um pupilo de Ingres, o levou para seu estúdio, onde Bracquemond pôde desenvolver suas habilidades artísticas. Aos 19 anos, ele pintou um retrato de sua avó que chamou a atenção do crítico Théophile Gautier no Salão de Paris, marcando o início de sua carreira artística.

### Gravador
Embora tenha produzido algumas pinturas, principalmente retratos, como os de Dr. Horace Montegre e Paul Meurice, Bracquemond dedicou-se principalmente à gravura, uma técnica pela qual desenvolveu grande interesse. Ele adquiriu grande parte de seu conhecimento técnico através da Encyclopédie de Diderot e d'Alembert, trabalhando de forma autodidata por muitos anos. Em 1856, Edmond de Goncourt tornou-se seu amigo próximo, e ambos compartilhavam uma paixão pela arte japonesa, sendo Bracquemond o primeiro a descobrir um álbum de gravuras de Hokusai, o que influenciou profundamente seu trabalho.
A partir de 1853, ele dedicou-se à gravura e à água-forte, desempenhando um papel central no renascimento dessa técnica na França. Ao longo de sua carreira, produziu mais de oitocentas gravuras, incluindo retratos, paisagens, cenas da vida cotidiana e estudos de pássaros, além de interpretações de obras de outros artistas, como Jean-Louis-Ernest Meissonier, Gustave Moreau e Jean-Baptiste-Camille Corot.
Bracquemond também se inseriu no meio literário graças a Auguste Poulet-Malassis, editor de Charles Baudelaire, com quem estabeleceu uma forte amizade. Ele também se relacionou com figuras como Théodore de Banville, Jules Barbey d'Aurevilly, Gustave Geffroy, Félix Nadar e outros membros da elite artística que residiam no bairro de Nouvelle Athènes. Além disso, manteve uma amizade próxima com o escultor Auguste Rodin.

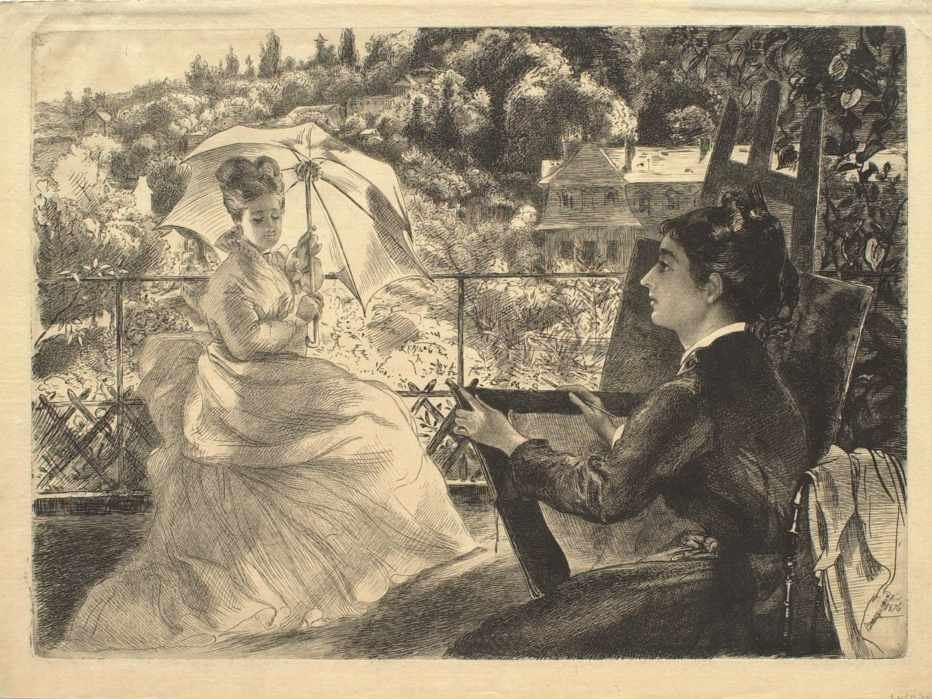
Terrace of the Villa Brancas, gravura, 1876, retratando sua esposa (à direita) e sua irmã.

Em junho de 1862, Bracquemond juntou-se à Société des Aquafortistes, fundada pelo editor Alfred Cadart com o apoio do impressor Auguste Delâtre. Sob sua influência, artistas como Jean-Baptiste Corot, Jean-François Millet, Édouard Manet, Edgar Degas e Camille Pissarro começaram a praticar a gravura. Bracquemond teve um papel crucial no auxílio a Manet para a criação das gravuras de Olympia e L'Homme mort.
Em 1888, Auguste Lepère, juntamente com Bracquemond, Daniel Vierge e Tony Beltrand, criou a revista L'Estampe originale, com o objetivo de promover novas técnicas e tendências na gravura, especialmente no uso de cores. Nesse período, Henri Rivière iniciou sua série As Trinta e Seis Vistas da Torre Eiffel, que desenvolveu entre 1888 e 1902. Em 1891, Valloton renovou a arte da gravura em madeira, enquanto Toulouse-Lautrec revolucionava a arte do cartaz.

### Amigo dos Impressionistas

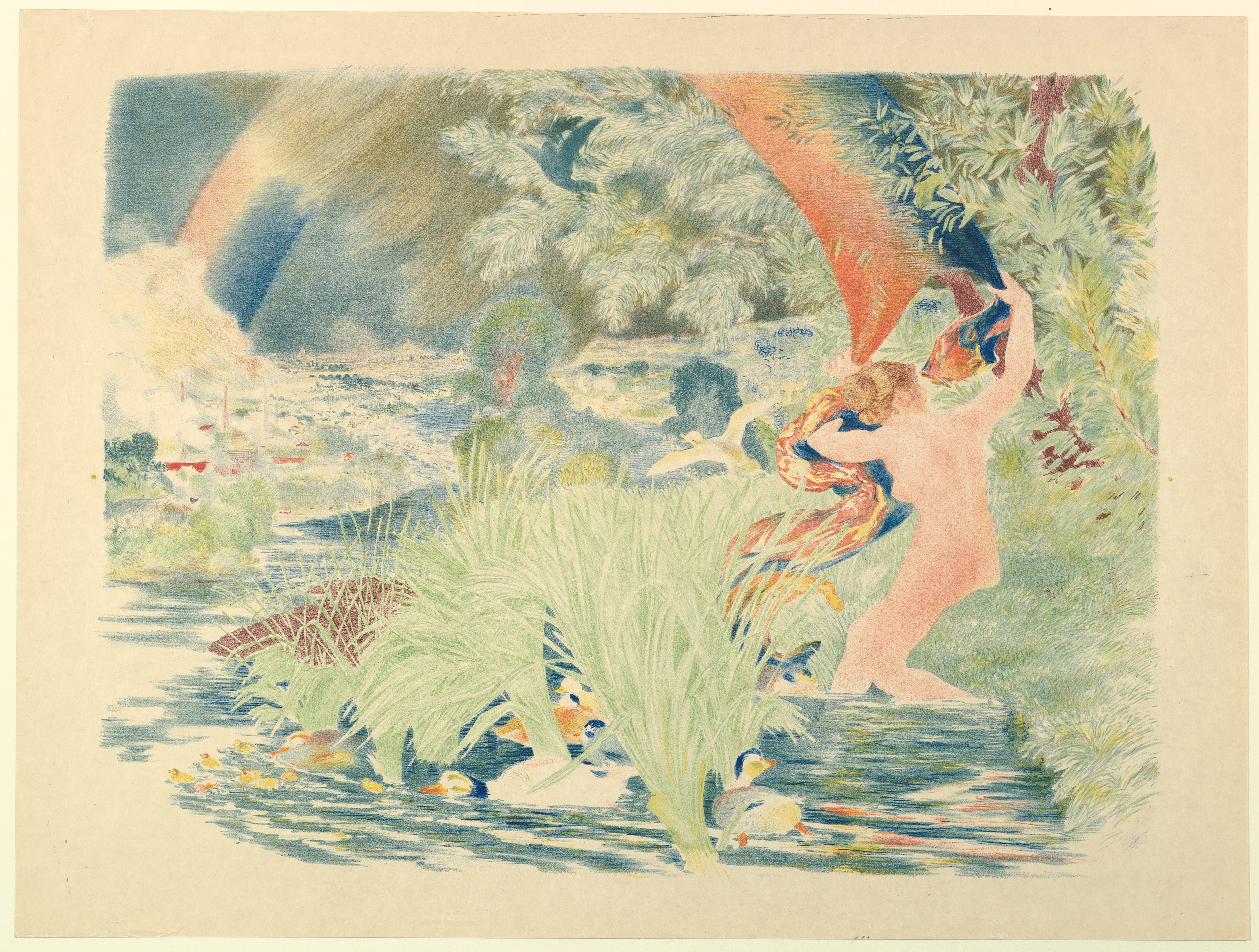
Litografia colorida, Paisagem, após 1885

Em 1874, Bracquemond participou da Primeira Exposição Impressionista, realizada nos estúdios de Nadar, no Boulevard des Capucines, ao lado de artistas que mais tarde seriam conhecidos como impressionistas. A inauguração ocorreu em 15 de abril de 1874 e foi marcada por um sucesso escandaloso. Bracquemond apresentou um retrato e uma série de gravuras, incluindo os retratos de Auguste Comte, Charles Baudelaire e Théophile Gautier, além de gravuras baseadas em obras de Turner, Ingres e Manet, e gravuras originais como Les Saules (Os Salgueiros) e Le Mur (O Muro). Ele voltou a expor com seus amigos em 1879.

### Ceramista
Em 1856, Bracquemond descobriu uma coleção de gravuras Manga do artista japonês Hokusai, típicas do gênero pictórico conhecido no Japão como Kachô-ga, que retrata flores, pássaros, insetos, crustáceos e peixes. Essa descoberta ocorreu na oficina de seu impressor, Auguste Delâtre, onde as gravuras foram usadas para embalar uma remessa de porcelana. Bracquemond ficou fascinado por esses temas, tornando-se um dos pioneiros do Japonismo na França, movimento que influenciou profundamente as artes decorativas na segunda metade do século XIX.
Em 1860, ele começou a trabalhar no estúdio do ceramista Théodore Deck e, posteriormente, para o comerciante de cerâmica  fr em Paris. Rousseau encomendou-lhe os motivos para um serviço de mesa destinado à Exposição Universal de 1867. Bracquemond propôs um modelo que incorporava os temas do Kachô-ga, desenhados e gravados por ele mesmo. Pela primeira vez, um artista europeu copiava diretamente um artista japonês, reproduzindo figuras animais das gravuras de Hokusai. Em 1867, Bracquemond também foi um dos nove membros da "Société du Jing-lar", ao lado de Henri Fantin-Latour, Carolus Duran e o ceramista Marc-Louis Solon, que se reuniam mensalmente em Sèvres para jantares temáticos japoneses, para os quais esse serviço teria sido destinado.

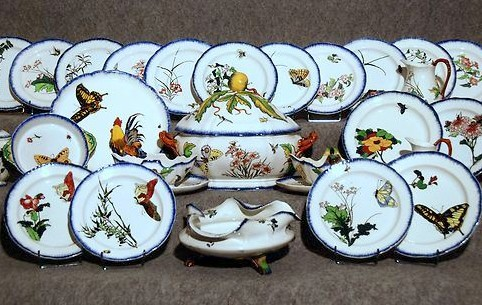
O design de Bracquemond para o Serviço Rousseau em faiança de Creil-Montereau, introduzido por volta de 1867, para o editor François-Eugène Rousseau, é creditado como a primeira expressão do Japonismo na França.

Eugène Rousseau ficou impressionado e encomendou duzentas peças para serem fabricadas em faiança de Creil-Montereau. Bracquemond criou as gravuras e as placas usadas na produção. As provas eram cortadas e aplicadas na argila para receber a decoração. No forno, o calor fazia o papel desaparecer, deixando apenas a impressão do desenho. Em seguida, a peça era pintada e colocada no forno para a finalização.
Apresentado pela primeira vez na Exposição Universal de 1867, o serviço foi um grande sucesso. Ele foi exposto no terceiro grupo, "mobiliário e outros objetos para o lar", na Classe 17, "porcelana, faiança e cerâmica de luxo", no número 58, instalado em prateleiras de carvalho no estilo Luís XIII, com suportes de veludo. Acima do balcão, o nome Rousseau estava esmaltado em uma placa. O júri concedeu-lhe uma medalha de bronze (pois Rousseau era comerciante, e não fabricante). A medalha de ouro foi concedida aos fabricantes Lebeuf e Milliet. O serviço também apresentava duas novidades: a primeira era que cada pessoa podia compor seu serviço de acordo com seus gostos e necessidades pessoais. Rousseau sugeria "o galinheiro para carnes, crustáceos para peixes e flores para a sobremesa". A segunda novidade era que o serviço foi adaptado para um público mais amplo: "pela sua sumptuosidade, para a burguesia, e pelo seu aspecto de caça, para a nobreza".
O serviço foi posteriormente ampliado (com xícaras de chá, café, etc.) e a produção foi transferida para a fábrica de Creil e Montereau. Barluet, sucessor de Lebeuf, reeditou o serviço no início da década de 1880. Em 1885, Eugène Rousseau vendeu seu negócio para Ernest-Baptiste Leveillé, que continuou a publicar o serviço sob sua própria marca. Muitas reedições e variantes seguiram-se, incluindo as da Manufacture Jules Vieillard em Bordeaux (final do século XIX), da Crystal Stairs (início do século XX) e da faiança de Gien, com o tema Os Grandes Pássaros, ainda em reedições. Muitas peças desse serviço estão hoje preservadas em diversos museus nacionais franceses, como o Musée d'Orsay e o Musée national Adrien Dubouché.
Cada elemento do serviço, inspirado em gravuras japonesas, era decorado com um motivo diferente. A decoração combinava uma multitude de pássaros, peixes e crustáceos, sempre com espaço para plantas e insetos. O design era frequentemente apresentado como uma trilogia. Uma borboleta encontrava um galo no galho de uma árvore, enquanto uma libélula cruzava com uma carpa sob uma flor de lótus.
Muitos artistas da época celebraram a poesia desse serviço e elogiaram sua decoração excepcional. Mallarmé, em particular, observou uma "decadência visível" no mobiliário francês desde a Restauração, e expressou seu apreço por esse serviço. Ele dedicou especial atenção à cerâmica, defendendo Rousseau contra seus imitadores ingleses: "Eu havia recusado todas as alusões necessariamente breves a este admirável e único serviço, decorado por Bracquemond com motivos japoneses inspirados no galinheiro e nos tanques de peixes, a mais bela louça que já conheci. Cada peça, até os pratos, merece uma descrição especial. Estou satisfeito, pela última vez, em reivindicar a prioridade do trabalho parisiense, pitoresco e espiritual, sobre o plágio britânico..." Mallarmé citou Deck, Collinot e Rousseau como responsáveis por renovar totalmente a cerâmica francesa: "Devo mencionar particularmente, como uma tradução do alto encanto japonês feita por um espírito muito francês, o serviço de mesa encomendado, corajosamente, ao mestre gravador Bracquemond: onde desfilam, realçados por cores alegres, os habitantes comuns do galinheiro e dos tanques de peixes." O próprio Mallarmé possuía peças do serviço, publicadas entre 1866 e 1875.
Félix Bracquemond também trabalhou para a Manufacture nationale de Sèvres em 1870, dando a suas obras uma nova orientação que prenunciava o estilo moderno do Art Nouveau. Ele também aceitou o cargo de diretor artístico do estúdio parisiense da firma Charles Haviland, de Limoges.